# Estación Harrah's / Imperial Palace
Harrah's / Imperial Palace es una estación del Monorriel de Las Vegas. La estación es una plataforma central localizada entre los hoteles Harrah's y  Imperial Palace. La estación Harrah's / Imperial Palace está localizado en el lado este de Las Vegas Boulevard entre dos hoteles. Las personas pueden entrar a la estación ya sea por detrás de uno de los resorts siguiendo los letreros que indican donde pueden tomar las estaciones del Monorraíl.

## Hoteles cercanos
- Casino Royale Hotel
- Mirage Las Vegas
- Rio All-Suite Hotel and Casino (via Harrah's shuttle)
- Treasure Island Hotel and Casino
- The Venetian Resort-Hotel-Casino
- Wynn Las Vegas

## Atracciones cercanas
- Fashion Show Mall
- The Forum Shops at Caesars
- Gondola Rides
- Grand Canal Shoppes
- Guggenheim Hermitage Museum
- Madame Tussaud's Las Vegas
- Masquerade Show in the Sky (via Harrah's shuttle)
- Penske Wynn Ferrari Maserati
- Sands Expo
- Siegfried & Roy's Secret Garden and Dolphin Hábitat
- Sirens of TI
- Volcano at The Mirage (Clausurado)
- White Tiger Hábitat at The Mirage

- Datos: Q5663806